# Ishar Singh
Ishar Singh, VC, född 30 december 1895, död 2 december 1963, var en kapten vid 28th Punjabis, Brittisk-indiska armén. Han belönades med Viktoriakorset för de insatser han gjorde i strid i Waziristan 1921. 
Sepoy Singhs pluton utsattes för ett eldöverfall varvid alla befäl och han själv sårades och han förlorade sitt kulsprutegevär till fienden. Han anföll tillsammans med två kamrater fienden och återtog sitt vapen. Därefter beordrades den blödande Singh till förbandsplatsen. Trots sina sår biträdde han där med att under fientlig eldgivning hämta vatten från en närbelägen flod. Han bekämpade med sitt gevär även fiender som hotade förbandsplatsen och skyddade med sin kropp bataljonsläkaren när denne under fientlig eldgivning tog hand om sårade.